# Rocar Bukareszt
Asociația Fotbal Club Rocar ANEFS București – rumuński klub piłkarski, grający obecnie w trzeciej lidze, mający siedzibę w mieście Bukareszt, stolicy kraju.

## Historia
Klub został założony w 1953 roku jako Asociația Sportivă a Uzinei de Autobuze București przy zakładach Autobuzul București (w 1993 przemianowanych na Rocar). W 1974 roku klub po raz pierwszy w swojej historii awansował do drugiej ligi rumuńskiej. Po dwóch latach gry spadł z powrotem do trzeciej ligi. W 1981 roku powrócił do drugiej, a w 1985 roku ponownie uległ degradacji do trzeciej.
W 1992 roku Rocar znów grał w Divizii B (druga liga), a w 1999 roku wywalczył jej wicemistrzostwo i po raz pierwszy wystąpił w pierwszej lidze rumuńskiej. Jako beniaminek zajął 12. miejsce w 2000 roku, najwyższe w swojej historii. W 2001 roku wystąpił w finale Pucharu Rumunii, ale przegrał w nim 2:4 z Dinamem Bukareszt. Na koniec sezonu zespół został zdegradowany do drugiej ligi. Władze klubu chciały odsprzedać miejsce w pierwszej lidze Fulgerulowi Bragadiru, jednak nie zgodził się na to Rumuński Związek Piłki Nożnej, który zdegradował Rocar. Doszło do fuzji Rocaru z Fulgerulem i nowy zespół grał w drugiej lidze. Od 2006 roku Rocar pod nazwą AFC Rocar ANEFS București występuje w trzeciej lidze rumuńskiej.

## Sukcesy
- Puchar Rumunii:
  - finał (1): 2001
- Liga I:
  - 12. miejsce (1): 2000
- Liga II:
  - wicemistrzostwo (1): 1999
- Liga III:
  - mistrzostwo (4): 1970, 1977, 1986, 1989
  - wicemistrzostwo (1): 1973

## Nazwy klubu
- 1953-1968 Asociația Sportivă a Uzinei de Autobuze București
- 1968-1993 Autobuzul București
- 1993-2001 AS Rocar București
- 2005- AFC Rocar ANEFS București

## Reprezentanci kraju grający w klubie
- Dan Alexa
- Romulus Buia
- Augustin Călin
- Catalin Necula
- Marian Pană
- Mihai Pascovici
- Daniel Prodan
- Ionuț Rada
- Iosif Tâlvan
- Iulian Tameș
- Florin Tene
- Gabriel Vochin
- Victor Marian